# Staufen (Naturschutzgebiet)
Staufen ist ein mit Verordnung des Regierungspräsidiums Karlsruhe vom 5. Juni 1992 ausgewiesenes Naturschutzgebiet mit der Nummer 2.151. 

## Lage
Das Naturschutzgebiet befindet sich in den Naturräumen Obere Gäue und Schwarzwald-Randplatten. Es liegt unmittelbar westlich der Gemeinde Rohrdorf im Landkreis Calw. Das Naturschutzgebiet ist Teil des FFH-Gebiets Nr. 7418-341 Nagolder Heckengäu.

## Schutzzweck
Laut Verordnung ist der Schutzzweck die Erhaltung und Pflege der naturnahen, reich strukturierten Landschaft des "Nagold-Heckengäu" als Lebensraum typischer, spezialisierter Tier- und Pflanzenarten insbesondere die vielfältigen Trockengebietstypen und wechselfeuchten Biotope mit den darin lebenden, seltenen und geschützten Tier- und Pflanzenarten.

## Flora und Fauna
Das Schutzgebiet zeichnet sich durch einen kleinräumigen Wechsel unterschiedlicher Standorte aus. In den Halbtrockenrasen sind anzutreffen: Deutscher Fransenenzian, Gewöhnlicher Fransenenzian, Silberdistel, Golddistel und Tauben-Skabiose. In den Waldsäumen des südlichen Bereichs finden Großschmetterlinge wie der Schwalbenschwanz und der Südliche Heufalter ideale Lebensbedingungen. Auf vegetationsfreien und sonnigen Böden können die Laufkäfer-Arten Berg-Sandlaufkäfer und Feld-Sandlaufkäfer beobachtet werden. Alte Höhlenbäume im Inneren des Schutzgebiets dienen Fledermausarten wie dem Grauen Langohr oder dem Kleinen Abendsegler als Sommerquartier. In den Kiefernwaldabschnitten ist die auf der Roten Liste stehende Luchsspinne Oxyopes ramosus zu finden.